# تعطیلات عمومی در عراق
در اینجا فهرست تعطیلات رسمی عراق ارائه شده‌است.

## فهرست
| تاریخ          | نام               | توضیحات                                                                     |
| -------------- | ----------------- | --------------------------------------------------------------------------- |
| ۱ ژانویه       | ایام سال جدید     |                                                                             |
| ۶ ژانویه       | روز نیروهای مسلح  |                                                                             |
| ۲۱ مارس        | عید نوروز         | در کردستان عراق آغاز سال نو و در سراسر عراق تعطیل است.                      |
| ۹ آوریل        | روز آزادی         | در کردستان عراق، روز سقوط صدام را جشن می‌گیرند.                              |
| ۱ مه           | روز کارگر         |                                                                             |
| ۱۴ ژوئیه       | روز جمهوری        |                                                                             |
| ۳ اکتبر        | روز ملی           | روز استقلال عراق. استقلال عراق از پادشاهی متحده در سال ۱۹۳۲ را جشن می‌گیرند. |
| ۱۰ دسامبر      | روز پیروزی        | شکست داعش در عراق در سال ۲۰۱۷ را جشن می‌گیرد                                 |
| ۲۵ دسامبر      | روز کریسمس        | توسط مسیحیان عراقی جشن گرفته می‌شود.                                         |
| اسلامی (متغیر) | سال نو اسلامی     | اول محرم                                                                    |
| اسلامی (متغیر) | عاشورا            | دهم محرم گاهشمار قمری                                                       |
| اسلامی (متغیر) | تولد پیامبر اسلام |                                                                             |
| اسلامی (متغیر) | پایان ماه رمضان   | به مدت سه روز (عید فطر)                                                     |
| اسلامی (متغیر) | جشن ایثار         | به مدت چهار روز                                                             |